# لوغان مارتن (متسابق بي إم إكس)
لوغان مارتن (مواليد 22 نوفمبر 1993) هو لاعب بي إم إكس من أستراليا، فاز بالميدالية الذهبية في أولمبياد 2020.